# 14016 Steller
A 14016 Steller (korábbi nevén 1994 BJ4) a Naprendszer kisbolygóövében található aszteroida. Eric Walter Elst és Christian Pollas fedezte fel 1994. január 16-án.

## Kapcsolódó szócikk
- Kisbolygók listája (14001–14500)